# Sara Varga
Sara Varga, de son vrai nom Sara Madeleine Varga Jonsson, née le 14 avril 1982 à Stockholm, est une chanteuse, disc jockey, et auteure-compositrice suédoise.

## Biographie
En 2007, elle publie un roman intitulée De la grenouille au prince, sur les femmes.
La même année, Sara sort son premier single, qui sera l'année suivante.
En 2010, Sara est tournée de DJ en duo avec rebond, composée de Rabih Jaber et d'Eddie Razaz.
En automne 2010, elle présente une émission Comedy Club Raw diffusée sur Channel 5.
Sara participe au Melodifestivalen 2011, puis à la seconde chance pour accéder à la finale.

## Discographie

### Album
| Titre              | Utgivning |
| ------------------ | --------- |
| Faith, Hope & Love | 2008      |
| Spring för Livet   | 2011      |
| Ett år av tystnad  | 2012      |

### Single
| Titre            | Utgivning |
| ---------------- | --------- |
| Always Have      | 2008      |
| Du gick          | 2010      |
| Spring för Livet | 2011      |